# 履帶

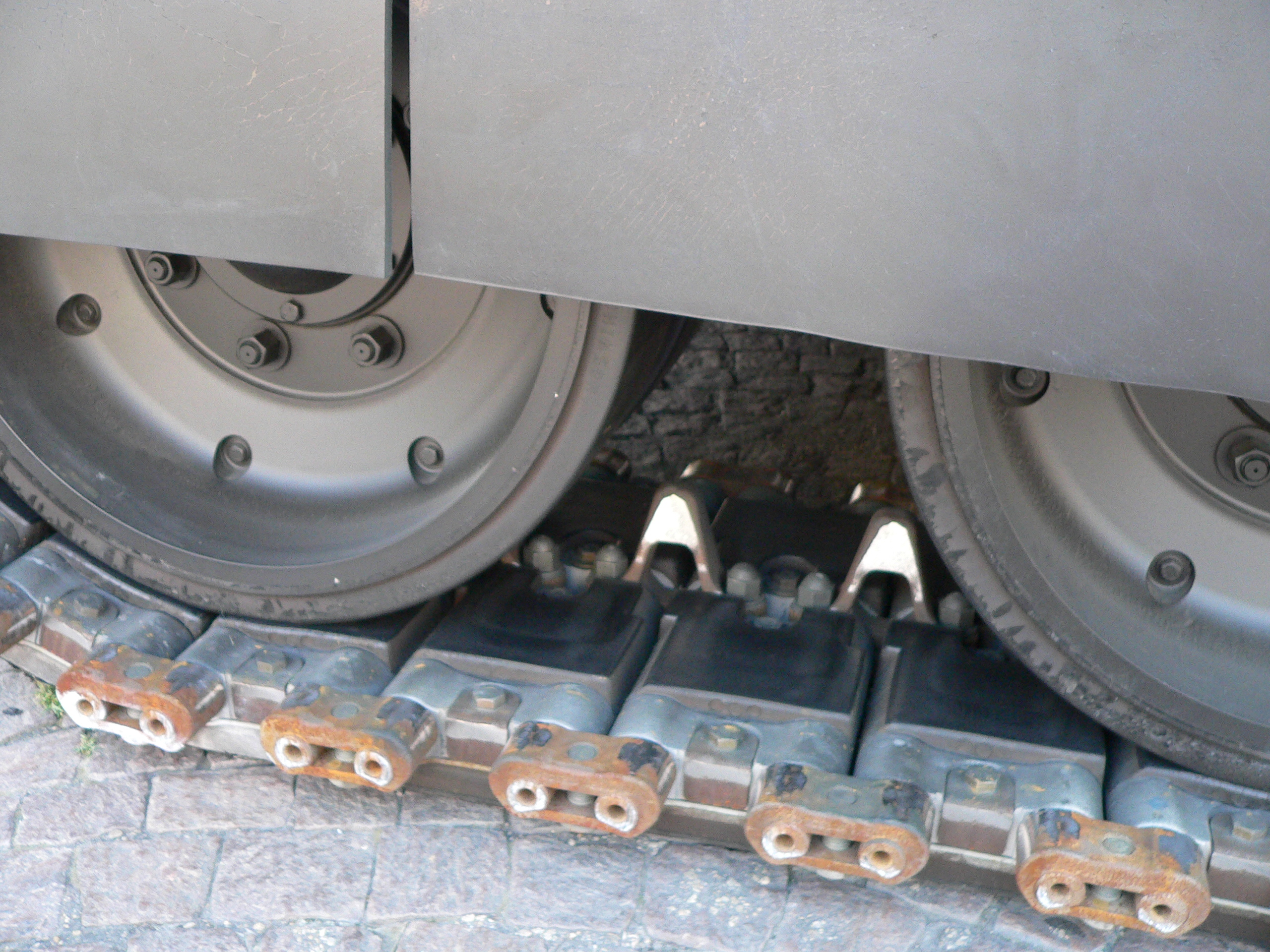
一部豹式坦克所使用的履帶。

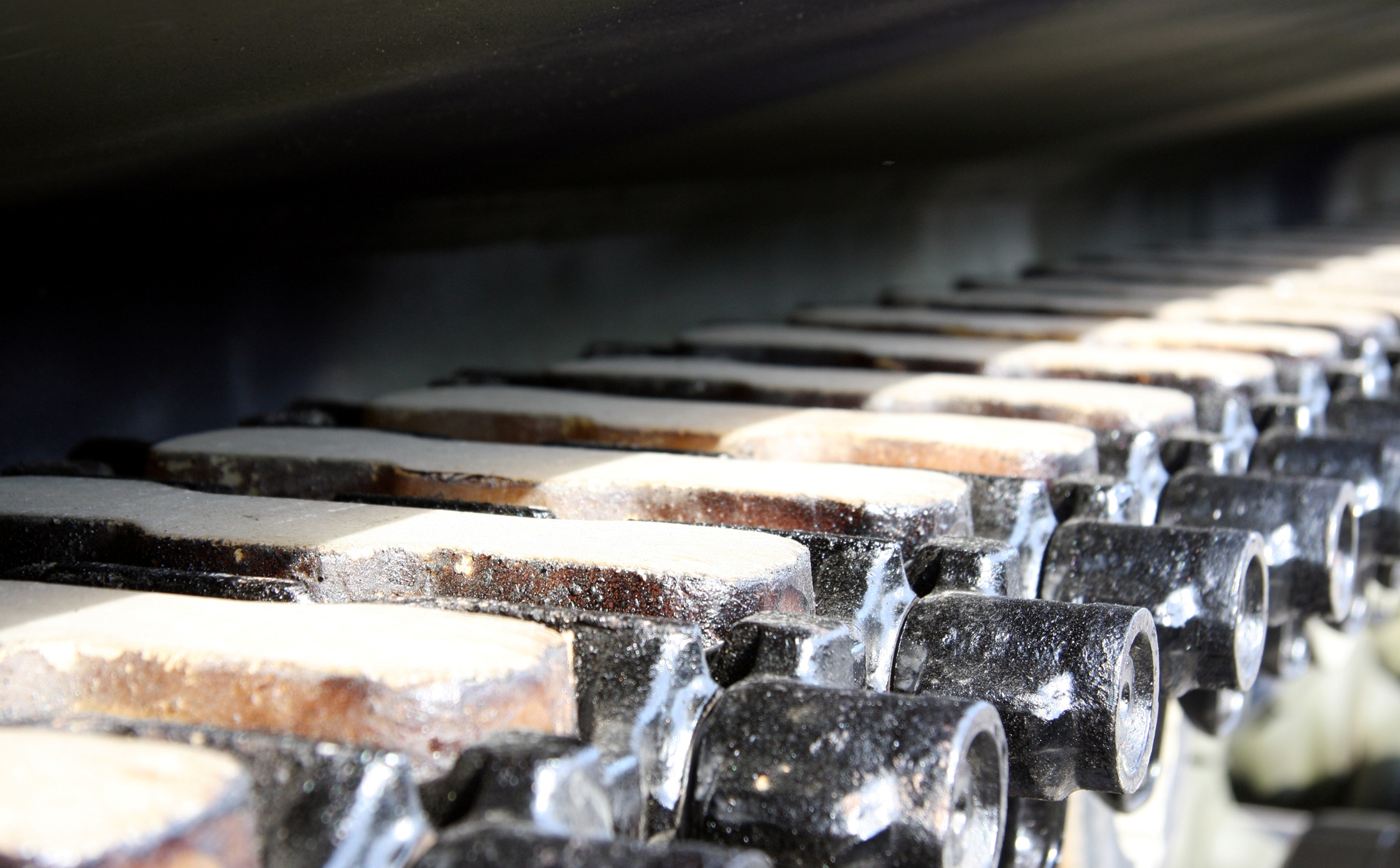
T-90戰車的履帶上部

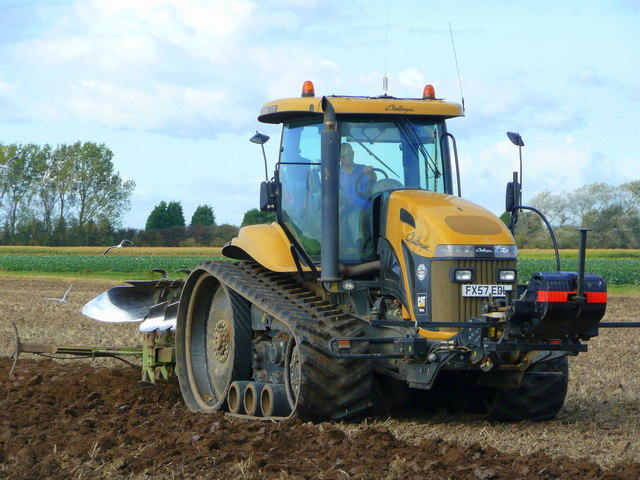
採用橡膠履帶的農用拖拉機

履帶（英語：Continuous tracks，字面意思「连续軌道」）是一種使用於坦克車、工程車等運輸工具的裝置，用來使這些機器移動。履帶的構造有兩大類別，一類時是以堅硬的材料製成，並由許多小片段組合而成；而另一類則一體成形，以類似橡膠的柔軟材質製作。前者可用於重型車輛，但重量及行駛時的噪音較大，後者重量噪音俱小，但只能用於輕型車輛。
履帶可以將車輛的重量平均分散在地面，防止車輛沉入地面，履帶表面可完整貼於地面。相較於四輪車輛，裝上履帶帶動後，可增加百分之八十八的抓地力，因此可在較惡劣的地表行駛。

## 外部連結
- 502 "E-COMPANY"--小談"履帶" （页面存档备份，存于）
- Scale model of Hornsby Chain Tractor at 2005 Harrogate Model Engineering Show